# Cantó de Sarcelles-Sud-Oest
El cantó de Sarcelles-Sud-Oest és un antic cantó francès del departament de Val-d'Oise, que estava situat al districte de Sarcelles. Comptava amb part del municipi de Sarcelles.
Al 2015 va desaparèixer i el seu territori va passar a formar part del nou cantó de Sarcelles.

## Municipis
- Sarcelles (part)

## Història
| Data d'elecció                           | Identitat          | Partit | Qualitat |
| ---------------------------------------- | ------------------ | ------ | -------- |
| 1973-1993                                | Raymond Lamontagne | RPR    |          |
| 1993-1998                                | Maurice Allain     | RPR    |          |
| 1998-                                    | Didier Arnal       | PS     |          |
| les dades anteriors no són pas conegudes |                    |        |          |
|                                          |                    |        |          |